# Бауэрман, Билл
Билл Бауэрман (Уильям Джей Бауэрман; 19 февраля 1911, Портленд — 25 декабря 1999, Фоссил, Орегон) — американский легкоатлетический тренер и один из основателей Nike, Inc. За свою карьеру он подготовил 31 спортсмена участника олимпийских игр, 51 члена сборной США, 12 рекордсменов США, 22 чемпиона Национальной ассоциации студенческого спорта и 16 участников забега миля за четыре минуты. Он в течение 24 лет, работая тренером в команде по легкой атлетике Ducks Университета Орегона, каждый сезон, кроме одного выигрывал трофеи. Его команда завоевала 4 титула Национальной ассоциации студенческого спорта и финишировала в топ-10 страны 16 раз. В 1964 году он вместе с Филом Найтом создал компанию по распространению спортивной обуви под названием Blue Ribbon Sports, которая затем превратилась в Nike. Как соучредитель Nike, он изобрел некоторые из их ведущих брендов, в том числе Cortez и Waffle Racer и помог компании перейти от роли дистрибьютора других обувных брендов к созданию собственной обуви на дому.

## Ранний период жизни
Билл Бауэрман родился в Портленде, штат Орегон. Его отец был бывшим губернатором Орегона Джей Бауэрман. С 1913 года, после развода родителей Билл жил вместе с мамой в Фоссиле. У Бауэрмана был старший брат и сестра, Дэн и Мэри Элизабет, и брат-близнец Томас, погибший в результате аварии в лифте, когда ему было 2 года.
Бауэрман учился сначала в школе Медфорда, затем в Сиэтле, а позже снова в Медфорде. В старших классах он играл в школьном оркестре и в футбольной команде. В средней школе в Медфорде он встретил свою будущую жену Барбару Янг.
В 1929 году Бауэрман поступил в Университет Орегона. По предложению тренера по лёгкой атлетике Билла Хейворда он присоединился к команде по легкой атлетике. В 1934 году, после окончания университета, он начал преподавать биологию и тренировать команду по футболу в средней школе имени Франклина в Портленде. В 1935 году Бауэрман вернулся в Медфорд, чтобы преподавать в средней школе и тренировать команду по футболу. В 1940 году выигрывает титул штата Орегона с футбольной командой.
Бауэрман женился на Барбаре Янг 22 июня 1936 года. Их первый сын, Джон, родился 22 июня 1938 года, второй сын Уильям Дж. Бауэрман-младший («Джей») родился 17 ноября 1942 года.

## Военная карьера
Бауэрман окончил Корпус подготовки офицеров запаса, а после атаки на Перл-Харбор присоединился к армии США в звании Второго лейтенанта. Он был направлен в Форт Лоутон в Вашингтон и прослужил там год. Затем его направили в 86-й горнострелковый полк, который дислоцировался в Кэмп-Хейл в Ледвилле, штат Колорадо. Вскоре его полк вошёл в состав 10-й горнопехотной дивизии.
Обязанность Бауэрмана заключалась в снабжения войск и содержании мулов, используемых для перевозки припасов в горах. 23 декабря 1944 года дивизия прибыла в Неаполь, и вскоре двинулась на север, в горы северной Италии. Во время службы Бауэрман был назначен командиром первого батальона 86-го полка в звании майора. Бауэрман договорился о выводе немецких войск с перевала Бреннер за несколько дней до капитуляции немецкой армии во всей Италии. За службу в армии Бауэрман получил Серебряную звезду и четыре Бронзовые звезды. Он был демобилизован в октябре 1945 года.

## Тренерская карьера
После окончания военной службы Бауэрман вернулся на работу в средней школе Медфорда. Третий сын Бауэрмана, Том, родился 20 мая 1946 года. Затем семья переехала в Юджин (штат Орегон), где 1 июля 1948 года он стал главным тренером по легкой атлетике в своем родном вузе Университете штата Орегон.

### Орегонский университет
Команда Бауэрмана «Мужчины Орегона» выиграла 24 индивидуальных титула Национальной ассоциации студенческого спорта (с 15 победами в 19 соревнованиях) и четыре командных титула Национальной ассоциации студенческого спорта (1962-1964-1965-1970 годах). В его команде тренировалось 33 олимпийца, 38 чемпиона игр Сотружества и 64 чемпиона Панамериканских игр. Кроме того, Бауэрман тренировал команду, установившую мировой рекорд 16.08,9 в эстафете 4×1 миле в 1962 году. В эту команду входили Арчи Сан Романи, Дайрол Бёрлесон, Вик Рив и Кейт Форман. Шесть лет спустя другая интернациональная команда из Орегона, в состав которой входили Роско Дивайн, Уэйд Белл, Арне Квалхейм и Дэйв Уилборн превысила этот рекорд. Среди атлетов, которых тренировал Бауэрман были: Отис Дэвис, Стив Префонтейн, Кенни Мур, Билл Деллинджер, Мак Уилкинс, Джек Хатчинс, Дайрол Бёрлесон, Гарри Джером, Сиг Олеманн, Лес Типтон, Джерри Моро, Уэйд Белл, Дэйв Эдстром, Роско Дивайн, Мэттью Центровиц, Арне Квалхейм, Джим Грелле, Брюс Мортенсон и Фил Найт.
В 1972 году Бауэрман отказался от тренерской деятельности, чтобы провести сбор средств для ремонта трибун Хейвард-филд, который был необходим для рассмотрения возможности проведения Олимпийских игр в Монреале. В 1970 году он баллотировался в палату представителей штата Орегон от республиканской партии. Согласно газете The Register-Guard, Бауэрман официально ушёл в отставку с должности главного тренера Университета Орегона 23 марта 1973 года и его сменил помощник тренера Билл Деллинжер.

### Программа для олимпийской сборной
В США Бауэрман разработал программу тренировок для адаптации спортсменов к большой высоте над уровнем моря, которую он испытал на Олимпийских играх 1968 году в Мехико. После успешного выступления сборной США, в 1972 году он был назначен на должность главного тренера по легкой атлетике на Олимпийских играх в Мюнхене. Американский фаворит Джим Райан проиграл кенийцу Кипчоге Кейно. Одной из причин неудачного выступления сборной США было названо то, что Бауэрман одновременно ещё тренировал членов команд Норвегии, Канады и Австралии.
Во время теракта на Олимпийских играх в Мюнхене израильский олимпийский гонщик Шауль Ладани сбежал от террористов, а затем разбудил Бауэрмана и предупредил немецкую полицию. Бауэрман призвал морских пехотинцев США защитить американского пловца-олимпийца Марка Спитца и метателя копья Билла Шмидта.

## Бег
В 1962 году во время поездки в Новую Зеландию Бауэрман изучил концепцию бега как фитнеса, в том числе для людей пожилого возраста. С этой концепцией он познакомился в клубе бега, который организовал его друг и коллега Артур Лидьярд. Бауэрман привёз эту концепцию в США и начал писать статьи и книги о ней. Он также создал программу бега в Юджине, которая стала национальной моделью фитнес-программ. Это руководство было опубликовано в Jogger’s Manual на трёх страницах.
В 1966 году вместе с кардиологом Уолдо Эваном Харрисом, Бауэрман опубликовал 90-страничную книгу под названием «Jogging» (Бег трусцой). Книга была продана тиражом более миллиона экземпляров и привела к большой популярности бега в США. Новое поколение спортсменов старшего возраста внесло свой вклад в развитие легкой атлетики, создав новое направление для ветеранов легкой атлетики.
В 1977 году Бауэрманом, Филом Найтом и Джеффом Холлистером была создана новая американская беговая команда Athletics West. В то время в Америке не было окончательной программы бега для молодых спортсменов, которые могли бы продолжать соревноваться после окончания колледжа. Образование и развитие Athletics West, а также успех и популярность американских бегунов, таких как Крейг Вирджин (член-учредитель), Стив Префонтейн, Фрэнк Шортер и Билл Роджерс, привели к беговому буму в 1970-х годах.

## Nike
По словам студента-спортсмена Отиса Дэвиса, которого Бауэрман тренировал в Университете штата Орегон, и который позже выиграл две золотые медали на Олимпийских играх 1960 года. Он был одним из легендарных тренеров-подопытных кроликов Билла Бауэрмана, которым он изготовлял индивидуальную обувь, прежде чем стать соучредителем Nike. Дэвис заявляет:

Мне не понравилось, как они сидят на моих ногах. Поддержки не было, и они были слишком тесными. Но я видел, как Бауэрман делал их в вафельнице, и они были моими
В 1964 году Бауэрман заключил соглашение с Филом Найтом, о создании компании по распространению спортивной обуви под названием Blue Ribbon Sports, позже известной как Nike, Inc. Найт управлял бизнесом, в то время как Бауэрман экспериментировал с улучшением дизайна спортивной обуви. Бауэрман остался в Юджине, продолжая тренерскую работу в Университете Орегона, а Найт руководил главным офисом в Портлендае. Бауэрман и Найт изначально начали импортировать кроссовки Onitsuka Tiger из Японии для продажи в США. Сперва партнёрство было 50/50, но вскоре Бауэрман захотел изменить его на 51/49, чтобы Найт имел более высокую долю. Он сделал это, чтобы избежать потенциальных проблем и поручил одному из них принимать окончательные решения.
В 1966 году идеи дизайна привели к созданию кроссовок Бауэрмана, которые в 1968 году были названы Nike Cortez. Они быстро стали хорошо продаваться и остаются одним из самых знаковых дизайнов обуви Nike. Бауэрман разработал несколько моделей обуви Nike, но наиболее известен тем, что в 1971 году испортил бельгийскую вафельницу своей жены, экспериментируя с идеей использования вафельной резины, чтобы создать новую подошву для обуви, которая могла бы хорошо сцепляться и быть лёгкой. Вдохновение Бауэрмана привело к появлению так называемой «лунной обуви» в 1972 году, названной так потому, что вафельный протектор напоминал следы, оставленные астронавтами на Луне. Дальнейшая доработка привела к появлению «Waffle Trainer» в 1974 году, который способствовал взрывному росту Blue Ribbon Sports/Nike. Пока Бауэрман экспериментировал с дизайном обуви, он работал в небольшом помещении без окон, используя клей и растворители с токсичными компонентами, которые вызывали у него серьёзные повреждение нервов. Из-за повреждения нерва в нижней части ног у него возникли серьёзные проблемы с подвижностью. Как отмечает Кенни Мур в своей книге «Бауэрман и люди из Орегона», Бауэрман лишился возможности бегать в обуви, которую он дал миру.
Бауэрман был одержим желанием сбросить вес с кроссовок своих спортсменов. Он считал, что изготовленная на заказ обувь будет меньше весить на ногах его бегунов и уменьшит волдыри, а также уменьшит общее сопротивление их энергии на каждую унцию, которую он сможет извлечь из обуви. По его оценке, удаление одной унции (28 г) из обуви на основе шестифутовой походки бегуна приведёт к снижению подъемной силы на 55 фунтов (25 кг) на расстоянии в одну милю (1,6 км).
Найт однажды сказал о важности Бауэрмана для компании: «Если тренер (Бауэрман) несчастен, то и Nike будет несчастен».
В конце 1970-х Бауэрман сократил свою роль в компании и начал передавать свою долю в компании другим сотрудникам незадолго до начала IPO.

## Память
Бауэрман включен в зал славы  бега на длинные дистанции США, зал славы лёгкой атлетики США, зал славы спорта штата Орегон, зал славы лёгкой атлетики штата Орегон, RRCA Distance Running Hall of Fame (зал славы бега на длинные дистанции RRCA), и Национальный зал славы изобретателей США. Его статуя с секундомером украшает северо-западный угол Хейвард-филда, где проводится Префонтейн Классик в Университете Орегона. Роль Бауэрмана в фильме "Префонтейн" 1997г. сыграл актёр Р. Ли Эрми. Биографический фильм «Без границ» об отношениях между рекордсменом по бегу на длинные дистанции Стивом Префонтейном и его тренером Биллом Бауэрманом был снят в 1998 году, а Билла Бауэрмана сыграл Дональд Сазерленд. Штаб-квартира Nike находится на Бауэрман-драйв в честь соучредителя компании. Также в его честь компания создала серию спортивных кроссовок «Bowerman Series», разработанную для обеспечения более долговечных и ориентированных на тренировки продуктов, которые могут конкурировать с такими беговыми брендами, как Asics и Saucony.
В 2009 году в США создана тренерами ассоциации Track & Field и Cross Country награда The Бауэрман, которая дается наиболее выдающимся коллежским мужским и женским спортсменам по легкой атлетике в данном календарном году. Инаугурационными победителями премии стали Гален Рупп из Орегона и Дженни Барринджер из Колорадо. Трофей Бауэрмана был разработан Тинкером Хэтфилдом, сотрудником Nike и бывшим студентом-спортсменом из Орегона, которого тренировал Бауэрман.